# Konstancin-Jeziorna (công xã)
Gmina Konstancin-Jeziorna là một Gmina thành thị-nông thôn (quận hành chính) ở Piaseczno, Masovian Voivodeship, ở miền đông trung bộ Ba Lan. Khu hành chính của nó là thị trấn Konstancin-Jeziorna, nằm cách khoảng 8 kilômét (5 mi) về phía đông của Piaseczno và 17 km (11 mi) về phía đông nam Warsaw.
Gmina có diện tích 78,28 kilômét vuông (30,2 dặm vuông Anh) và tính đến năm 2006, tổng dân số của nó là 23.229 (trong đó dân số của Konstancin-Jeziorna lên tới 16.579, và dân số của vùng nông thôn của Gmina là 6.650).
Gmina chứa một phần của khu vực được bảo vệ gọi là Công viên cảnh quan Chojnów.

## Làng
Ngoài thị trấn Konstancin-Jeziorna, Gmina Konstancin-Jeziorna chứa các làng và các khu định cư của Bielawa, Borowina, Cieciszew, Ciszyca, Czarnów, Czernidła, giống như hơi, Habdzin, Kawęczyn, Kawęczynek, Kepa Okrzewska, Kierszek, chân, Obórki, Obory, Okrzeszyn, Opacz, Parcela -Obory, Piaski, Słomczyn và Turowice.

## Gmina lân cận
Gmina Konstancin-Jeziorna giáp với Warsaw, các Gmina Józefów và Otwock, và các Gmina của Góra Kalwaria, Karczew và Piaseczno.